# Ledebur (Adelsgeschlecht)

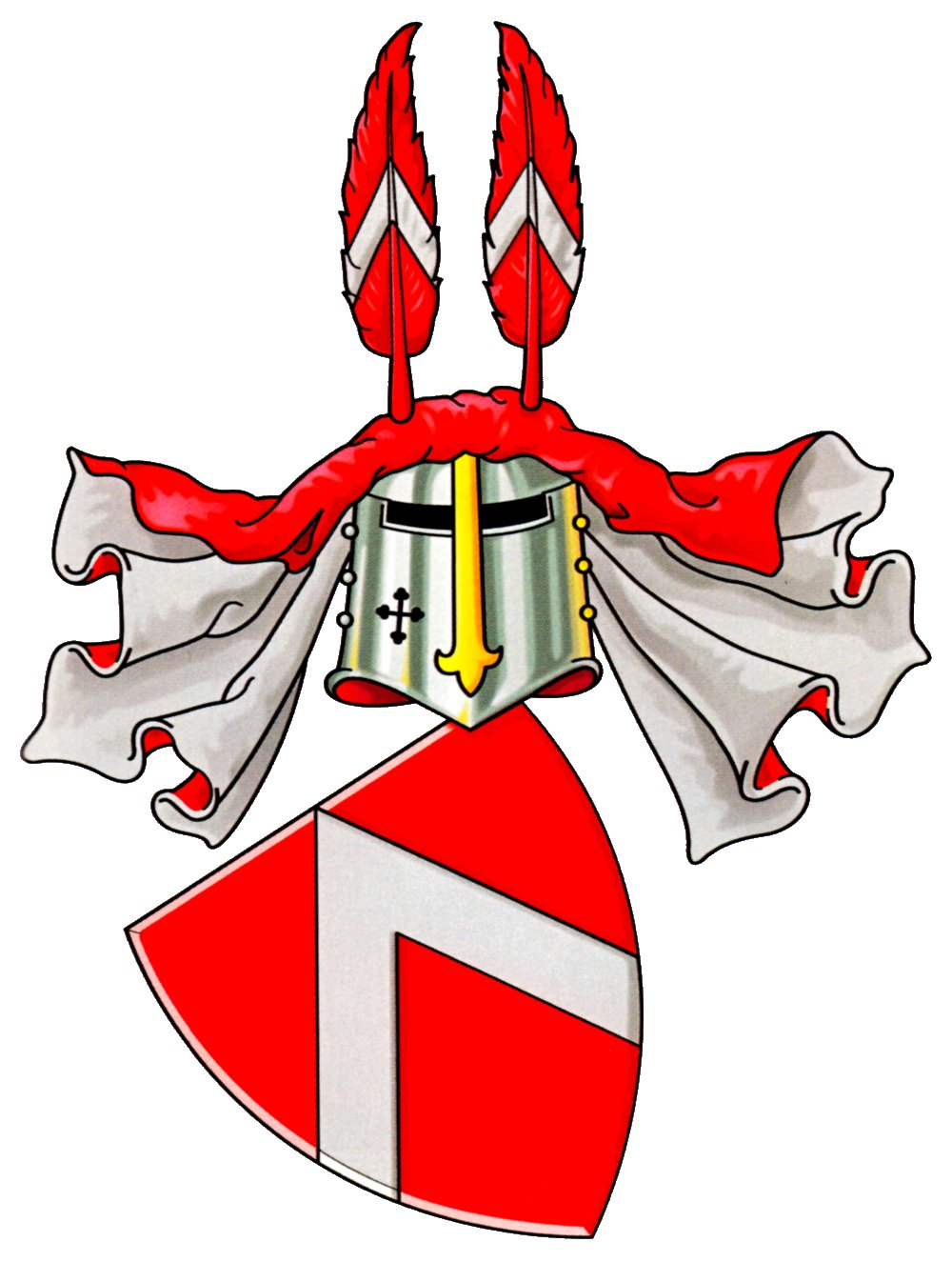
Stammwappen derer von Ledebur

Ledebur (auch Ledebuer oder tschechisch Ledebour) ist der Name eines alten westfälischen Adelsgeschlechts, das mit Wicbertus Lethebur, Ministerialer des Bischofs von Osnabrück, im Jahr 1195 erstmals urkundlich erscheint und auch die Stammreihe beginnt. In einem Zweig gelangte es auch nach Böhmen.

## Adelserhebungen
- Stamm A: Verleihung der Erbmarschallwürde der Abtei Herford bereits vor 1502 für Gerhard von Ledebur, Gutsherr auf Bruchmühlen.
- Stamm A, Linie I:
  - Böhmisches Inkolat vom 7. August 1655 in Ebersdorf und böhmischer alter Herrenstand mit der Anrede „Wohlgeboren“ am 19. Juni 1669 in Wien für Johann Dietrich von Ledebur, Gutsherr auf Jenikau, später auf Perutz in Böhmen.
  - Böhmisches Inkolat vom 27. April 1682 für dessen Neffen Heinrich Alexander von Ledebur aus dem Hause Wicheln.
- Stamm A, Linie I, 1. Ast: Böhmischer alter Ritterstand am 18. Juli 1713 in Wien und böhmischer Freiherrnstand mit der Anrede „Wohlgeboren“ und Wappenbesserung am 7. Dezember 1719 in Wien für o. g. Johann Dietrichs Neffen Alexander Johann von Ledebur, Gutsherr auf Perutz und Tellnitz in Böhmen.
- Stamm A, Linie I, 2. Ast: Böhmisches Inkolat im Herrenstande am 4. Januar 1804 in Wien und österreichischer Grafenstand am 26. November 1807 in Wien für den k.k. Kammerherrn August Freiherr von Ledebur, Gutsherr auf Kostenblatt, Krzemusch (heute Ortsteil von  Wohontsch) und anderen in Böhmen.
- Stamm A, Linie II:
  - Preußische Erneuerung der Erbmarschallwürde der ehemaligen Abtei Herford am 15. Oktober 1840 in Berlin mit Diplom vom 18. September 1846 in Erdmannsdorf für Karl von Ledebur (1795–1860), Gutsherr auf Mühlenburg, Crollage und Figenburg, preußischer Oberst und Kommandeur der 14. Kavallerie-Brigade.
  - Preußische Genehmigung zur Fortführung des Freiherrntitels am 11. März 1848 in Berlin für alle Nachkommen des Ernst von Ledebur († 1794), preußischer Kammerpräsident zu Hamm (Westfalen), Drost zu Ravensberg, Domherr des Dom zu Minden, Gutsherr auf Mühlenburg, Crollage und Figenburg.
  - Königlich sächsische Anerkennung des Freiherrntitels am 7. Februar 1913 in Dresden mit Eintragung in das königlich sächsische Adelsbuch am 19. April 1913 für Karl Freiherr von Ledebur, Kunstmaler in Kleinzschachwitz bei Dresden.
- Stamm B: Immatrikulation bei der kurländischen Ritterschaft am 25. Juli 1662 für Otto von Ledebuer, Gutsherr auf Engelzeem in Kurland.

## Güter und Schlösser
Folgende Güter, Schlösser und Herrenhäuser wurden (oder werden) von dem Geschlecht u. a. bewohnt:

### Deutschland
- Schloss Mühlenburg, Spenge (vor 1468–1858)
- Haus Arenshorst, Wittlage (Anteil seit etwa 1554 / 1685–1960)
- Gut Bruchmühlen in Melle-Bruchmühlen (1471- ca. 1681)
- Haus Werburg, Spenge (vor 1468–1643)
- Gut Wicheln (1580–1726)
- Gut Bustedt, Hiddenhausen (1415–1419)
- Burg Dinklage (Dietrichsburg in Dinklage) (1588–1801)
- Haus Düsse, Ostinghausen (1741–1889)
- Schloss Königsbrück, Melle-Neuenkirchen (1589–1716)
- Schloss Crollage mit Gut Figenburg, Preußisch Oldendorf (1623–1968)
- Schloss Ramspau, Regenstauf (seit 1995)

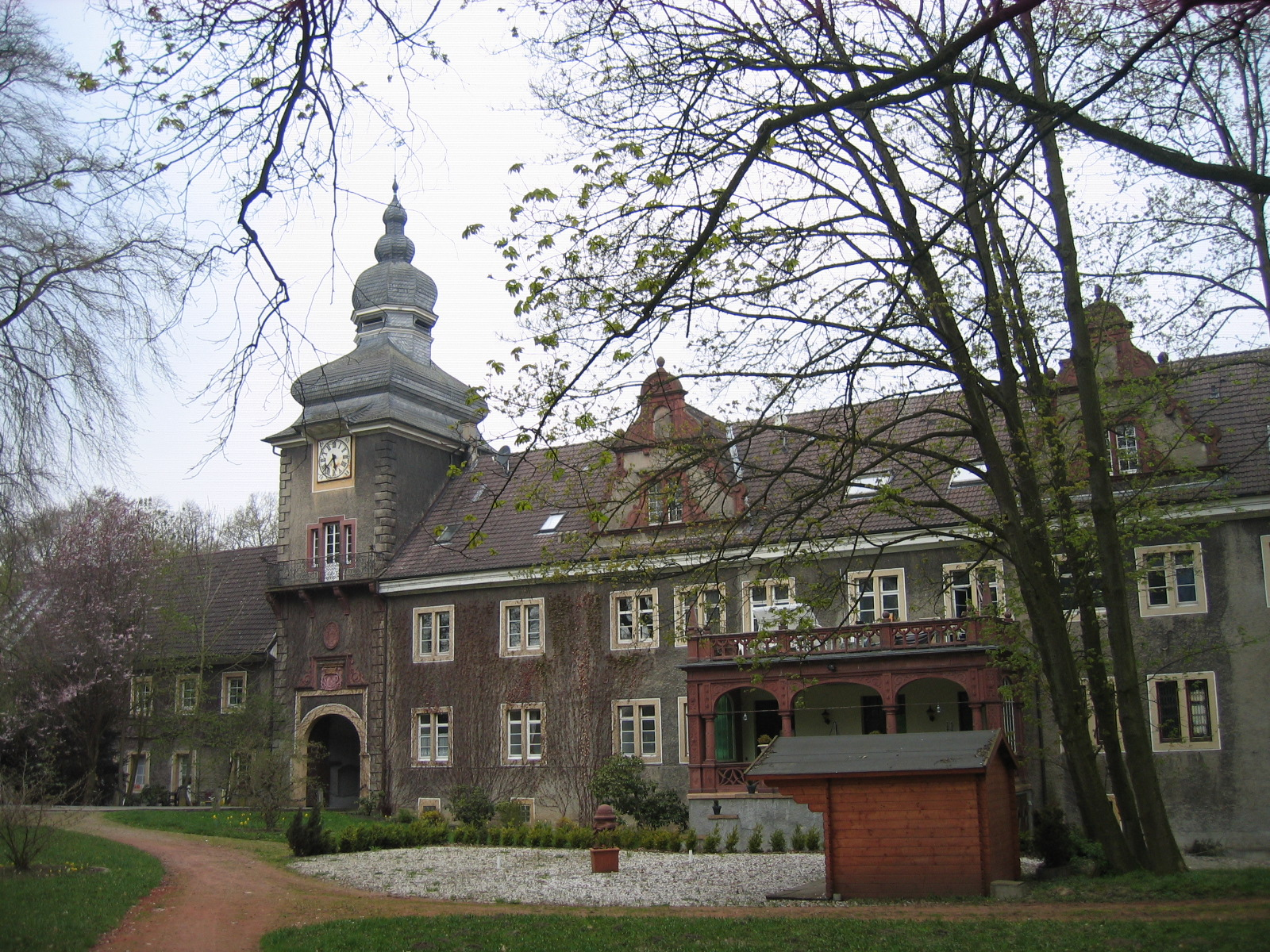
Schloss Mühlenburg
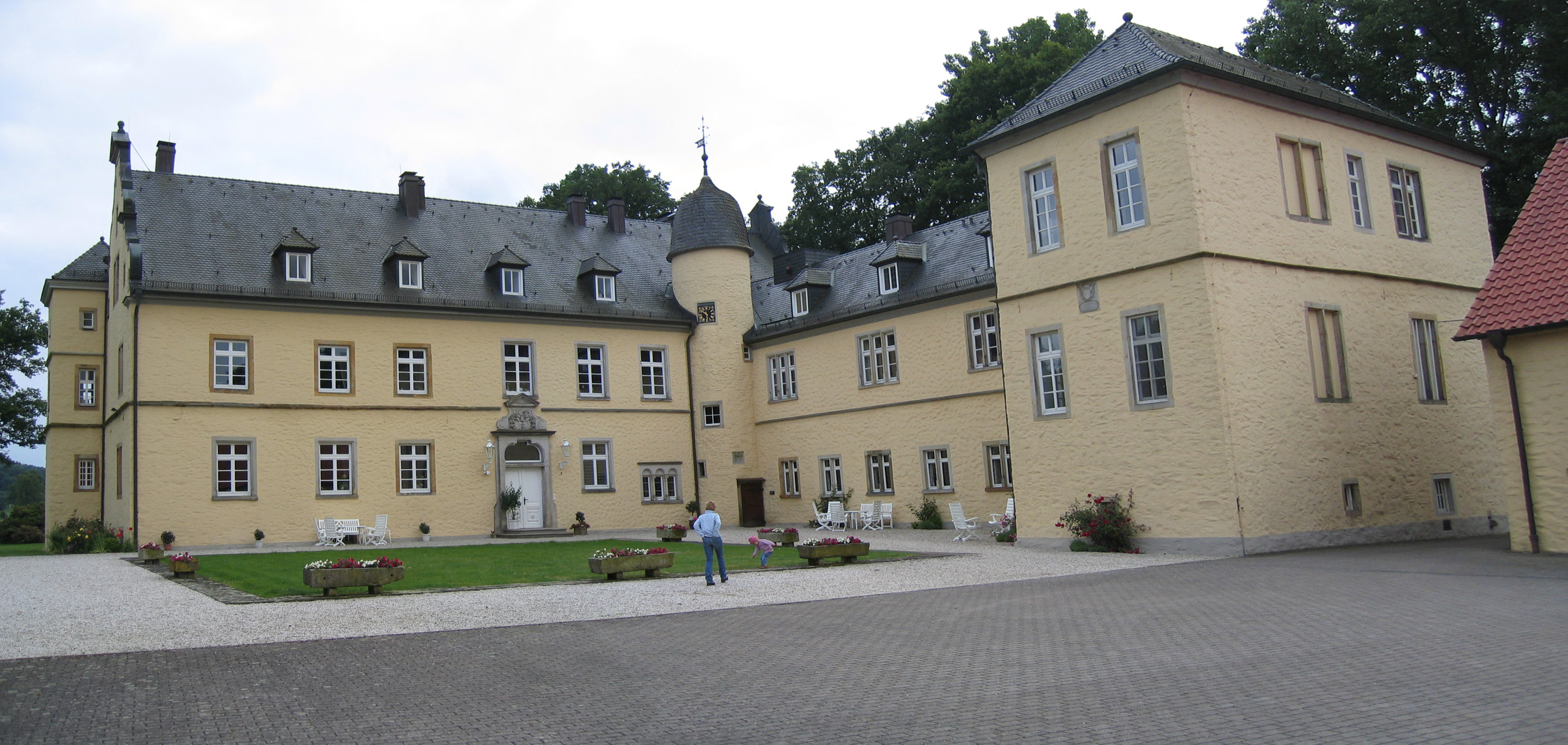
Schloss Crollage
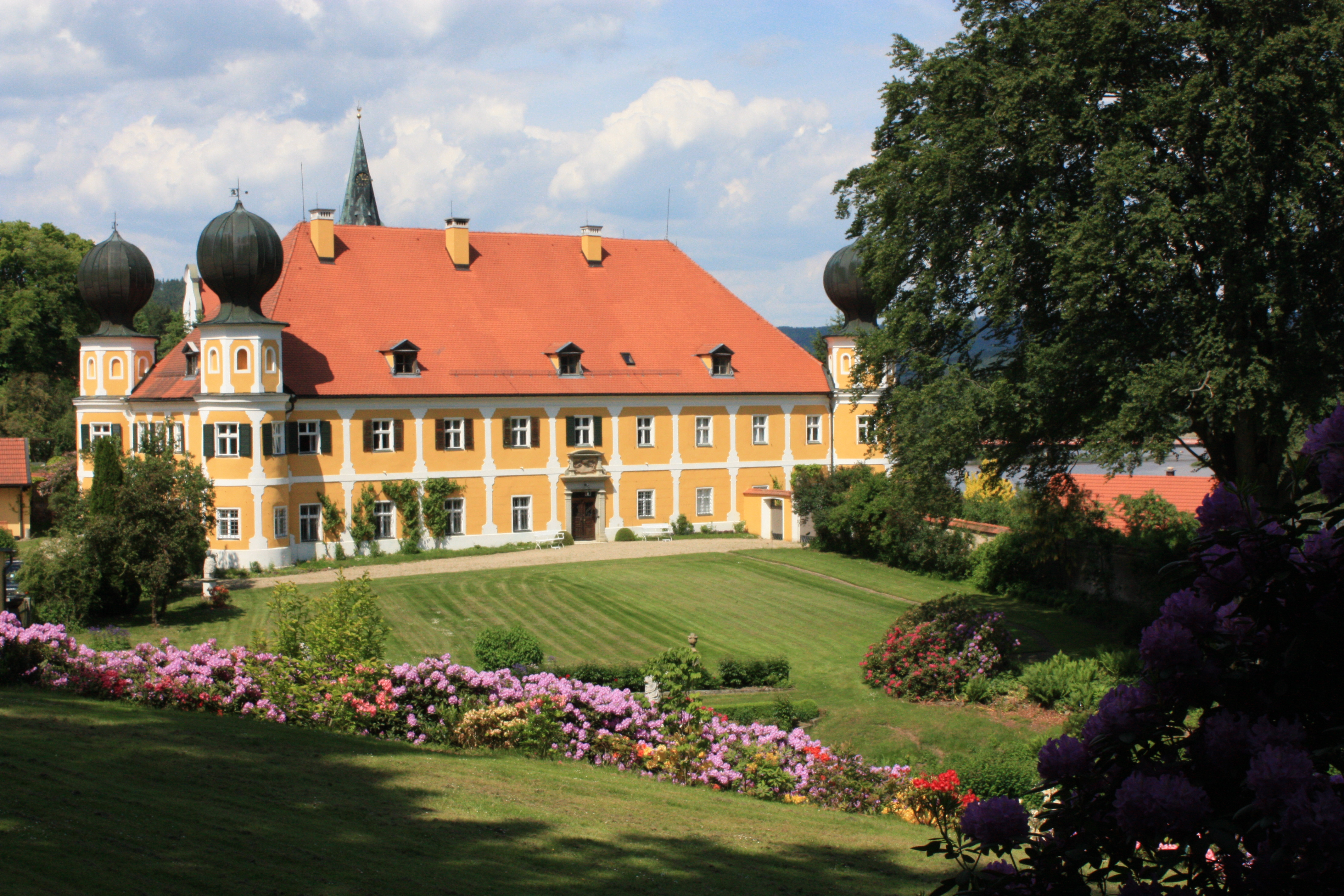
Schloss Ramspau
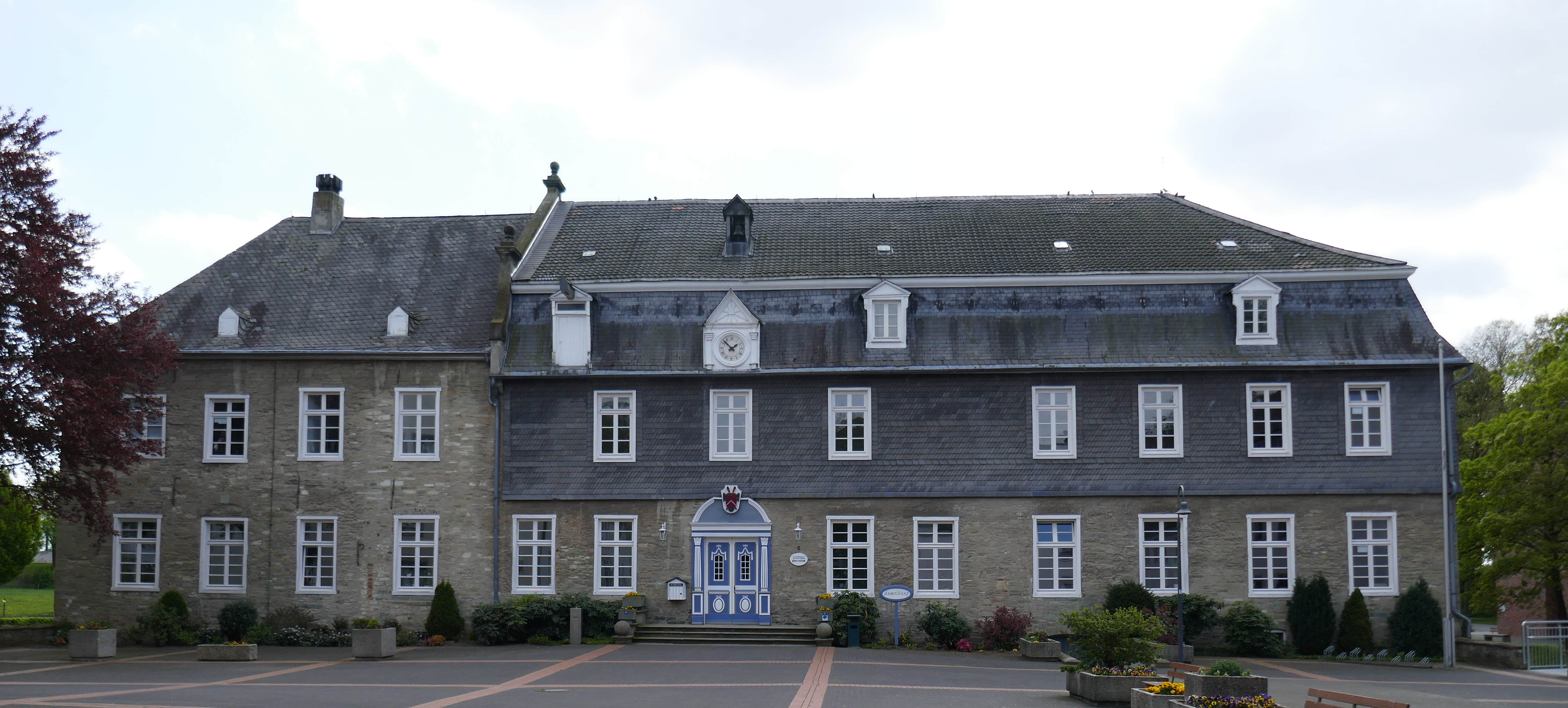
Haus Düsse

### Böhmen
- Golčův Jeníkov (Goltsch-Jenikau) (1653–1673)
- Schloss Perutz in Peruc (1718–1814)
- Tellnitz bei Aussig, Böhmen
- Horní Beřkovice
- Kluky
- Krásné Březno (Schön Prießen) bei Ústí nad Labem (Aussig) (1811–1865)
- Křemýž (Krzemusch) bei Duchcov (Dux) (1802–1945)
- Liblín
- Schloss Ledebur in Hintertellnitz (Telnice) (19. Jh.)
- Burg Kostomlaty und Neues Schloss in Kostenblatt, Böhmen (19. Jh.)
- Milešov (Milleschau) (1842–1945)
- Palais Ledebur, Prag (mit Ledebur-Garten)
- Vahančice
- Všebořice (Schöbritz) bei Ústí nad Labem (Aussig) (19. Jh.)
- Žestovice

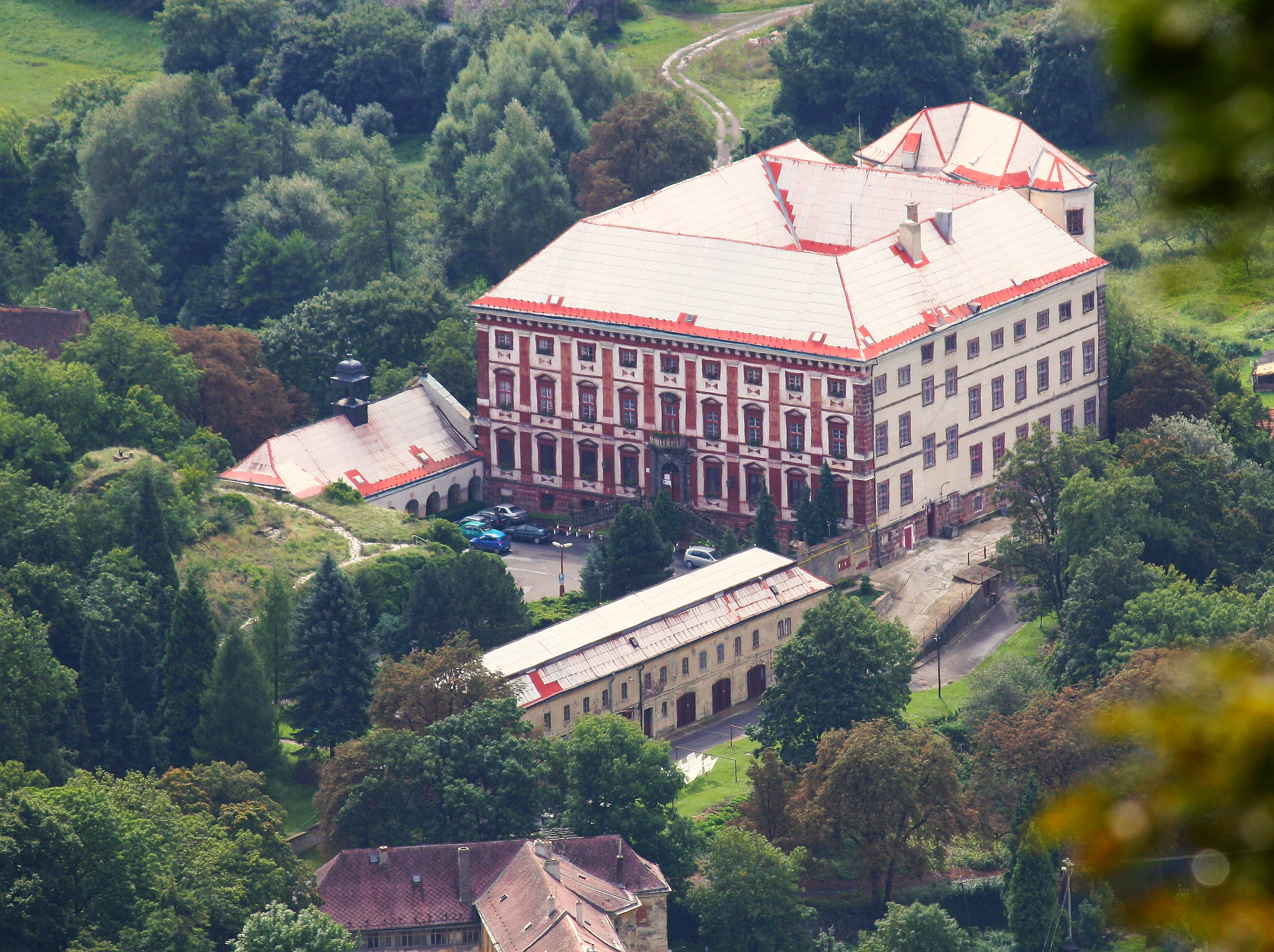
Schloss Milleschau
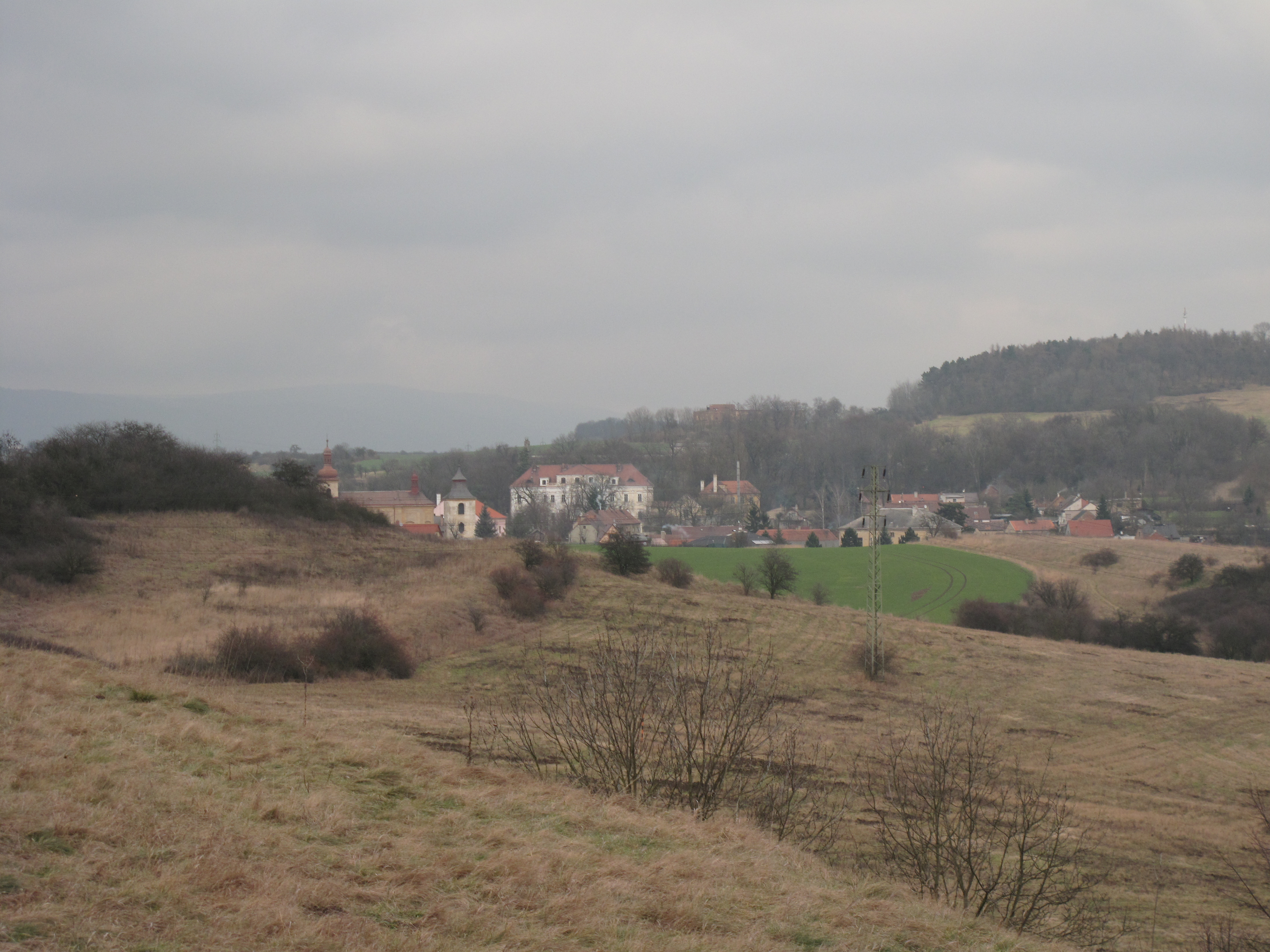
Schloss Krzemusch
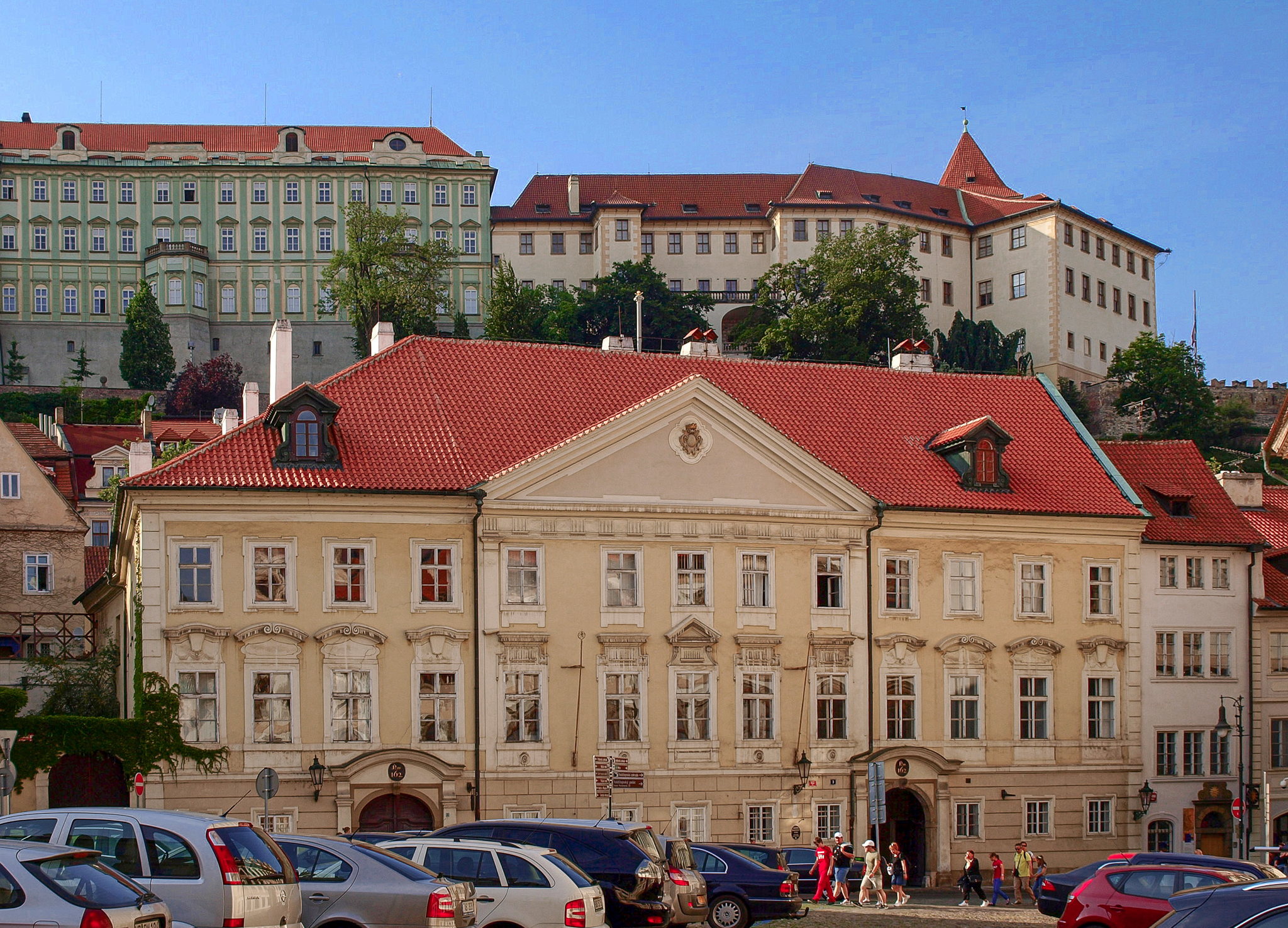
Palais Ledebur, Prag

## Wappen
Blasonierung des Stammwappens: In Rot ein silberner Sparren. Auf dem Helm mit rot-silbernen Decken zwei wie der Schild bezeichnete Federn.

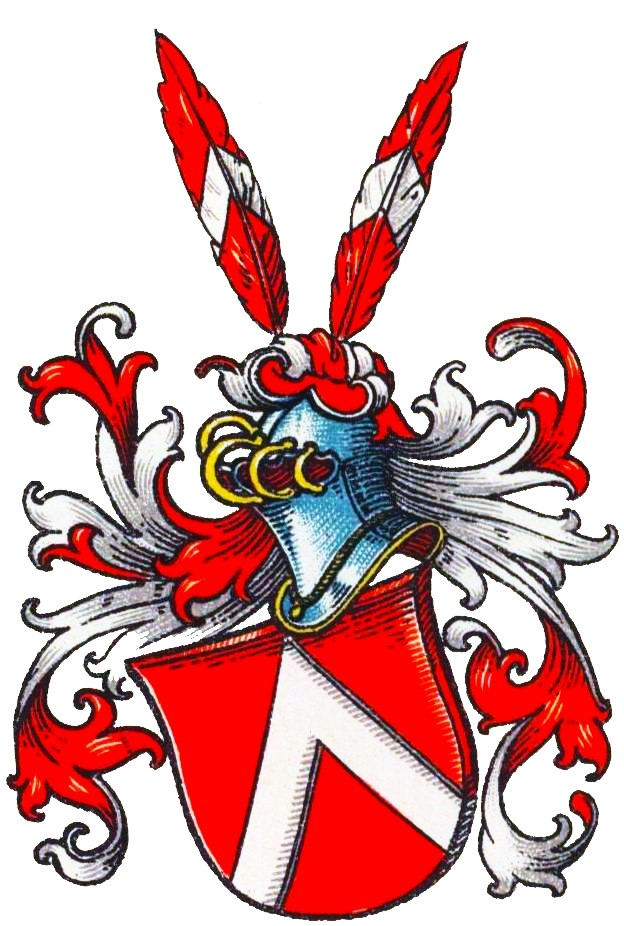
Stammwappen derer von Ledebur im Wappenbuch des Westfälischen Adels
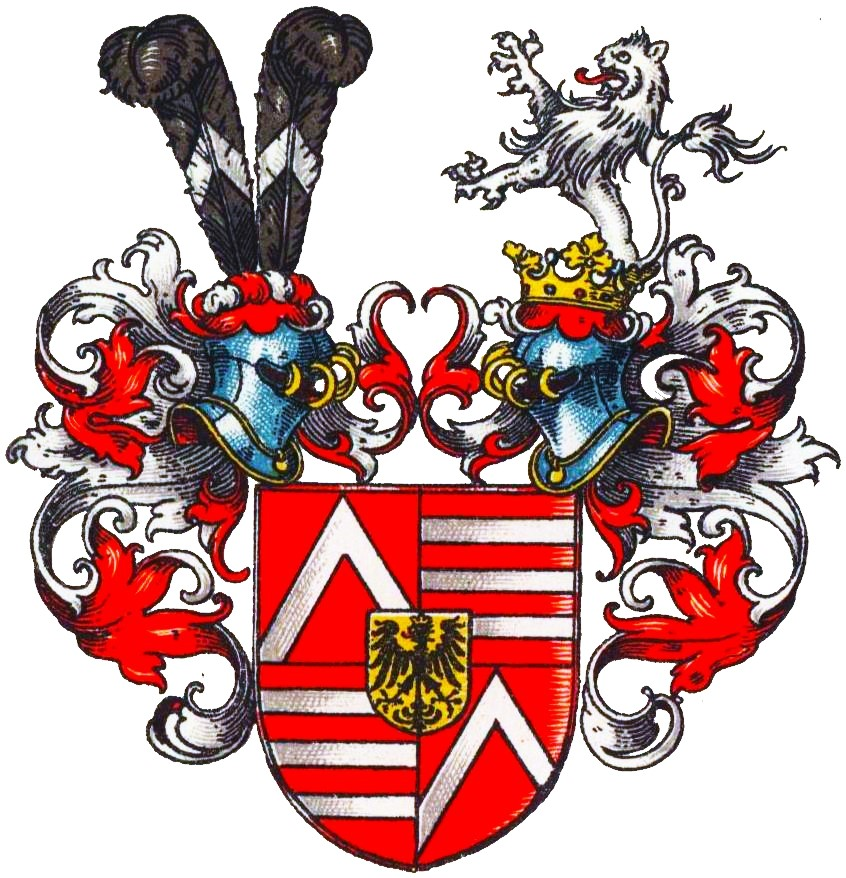
Wappen der Grafen von Ledebur von 1669 im Wappenbuch des Westfälischen Adels
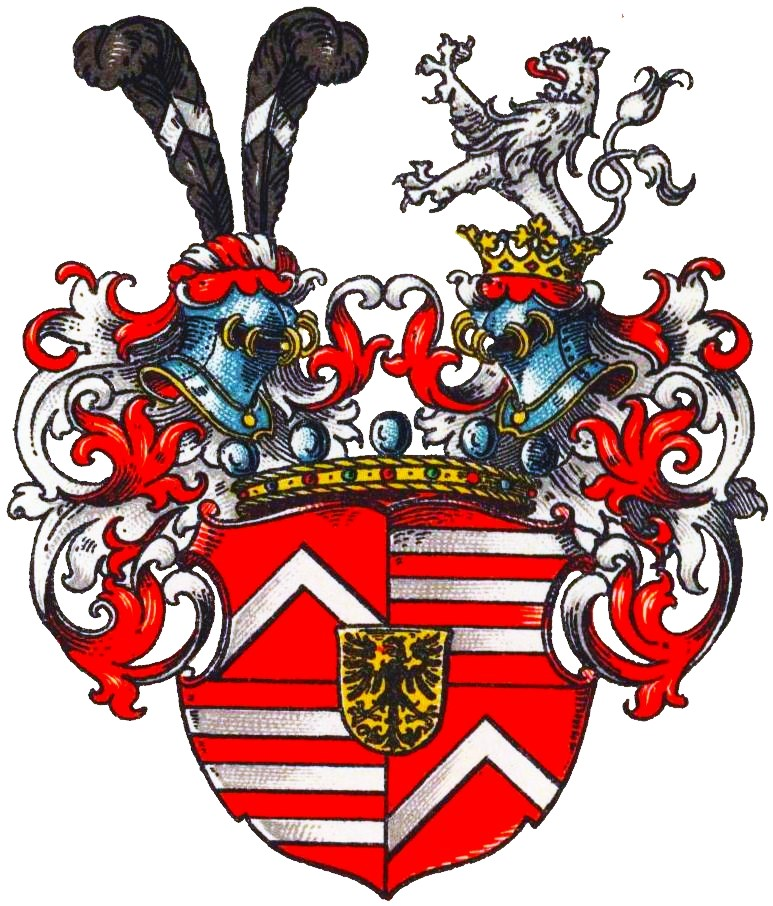
Wappen der Freiherren von Ledebur von 1719 im Wappenbuch des Westfälischen Adels
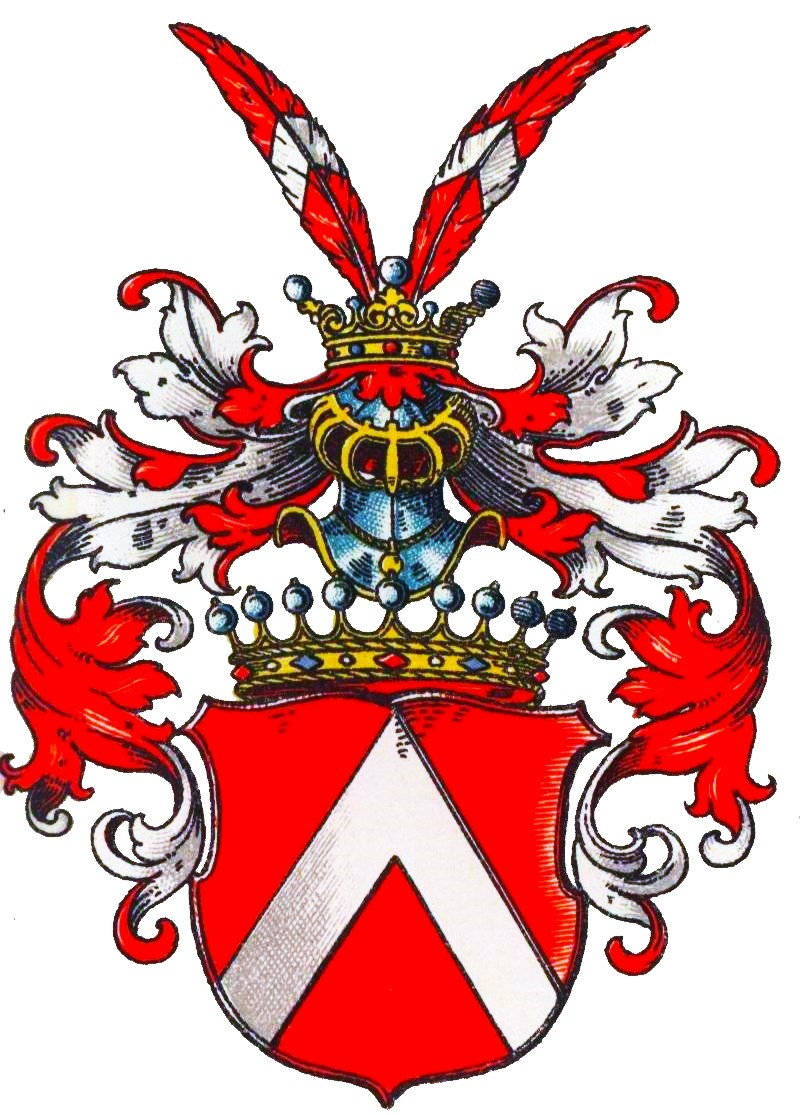
Wappen der Grafen von Ledebur-Wicheln von 1807 im Wappenbuch des Westfälischen Adels
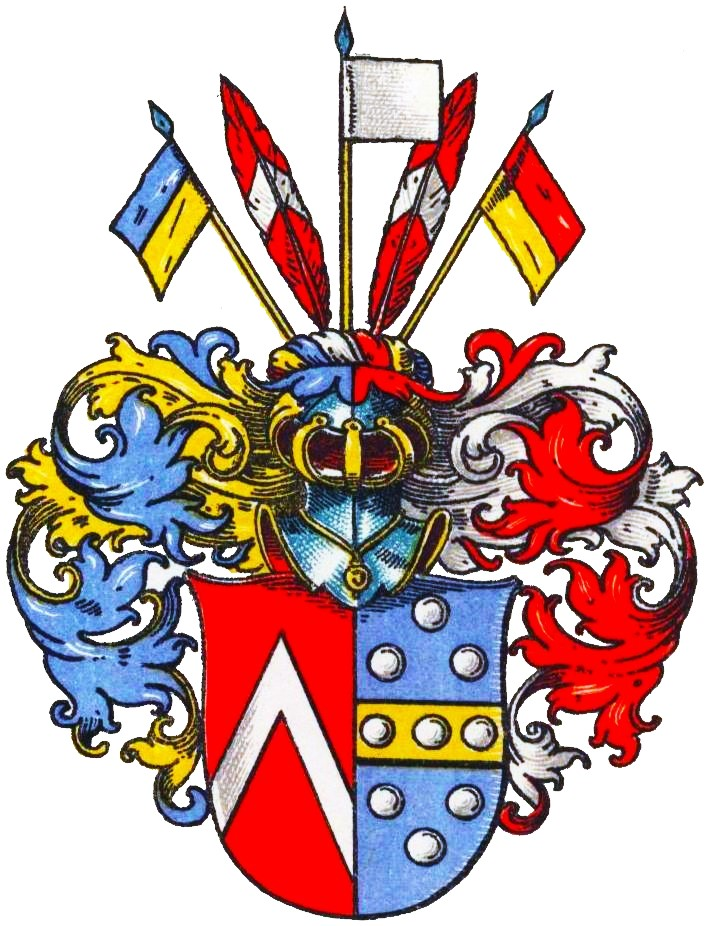
Wappen derer von Ledeburen in Schweden im Wappenbuch des Westfälischen Adels

Entsprechende Wappendarstellungen finden sich auch an verschiedenen Gebäuden:

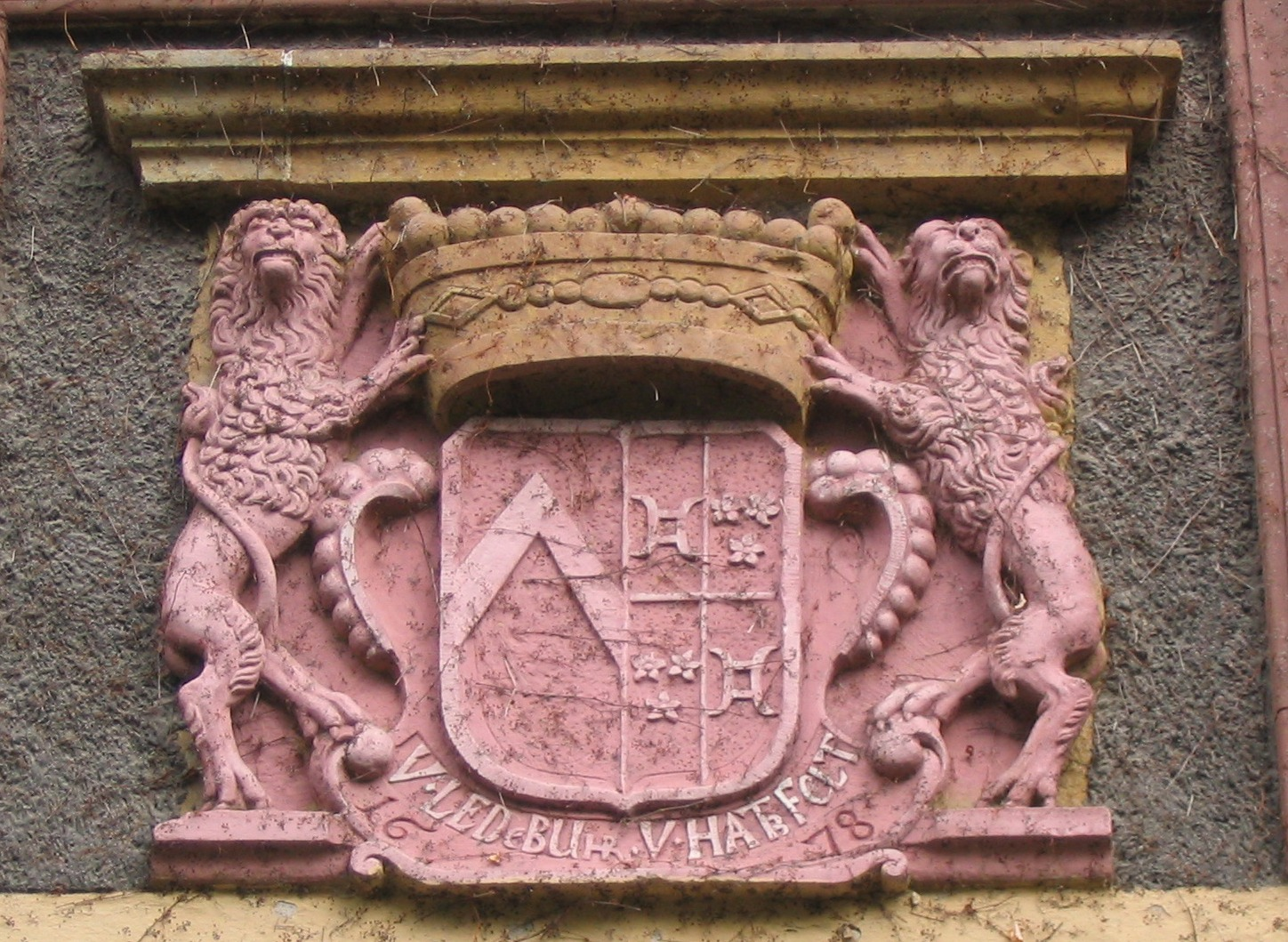
Wappen am Schloss Mühlenburg
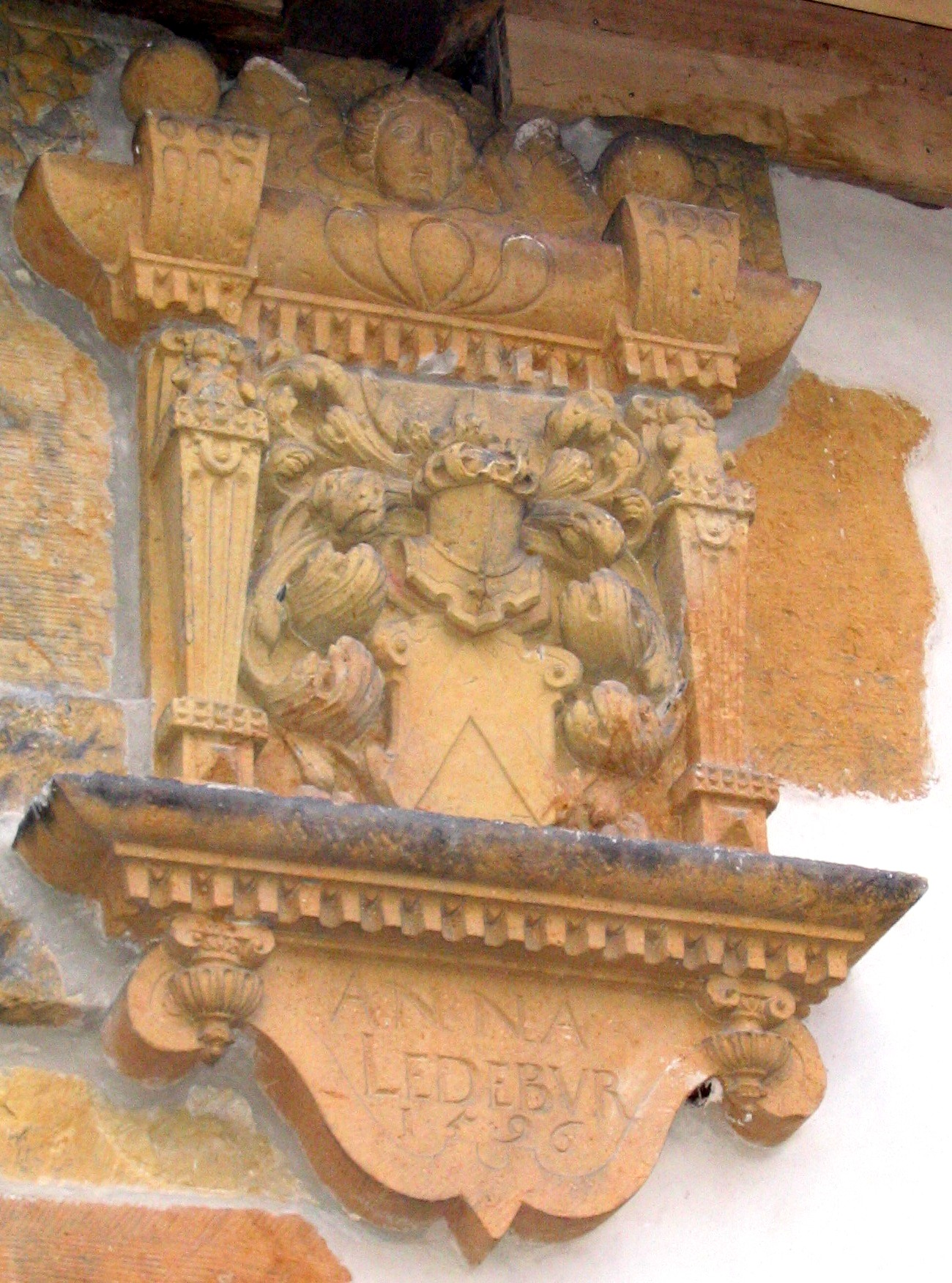
Wappen an der Werburg
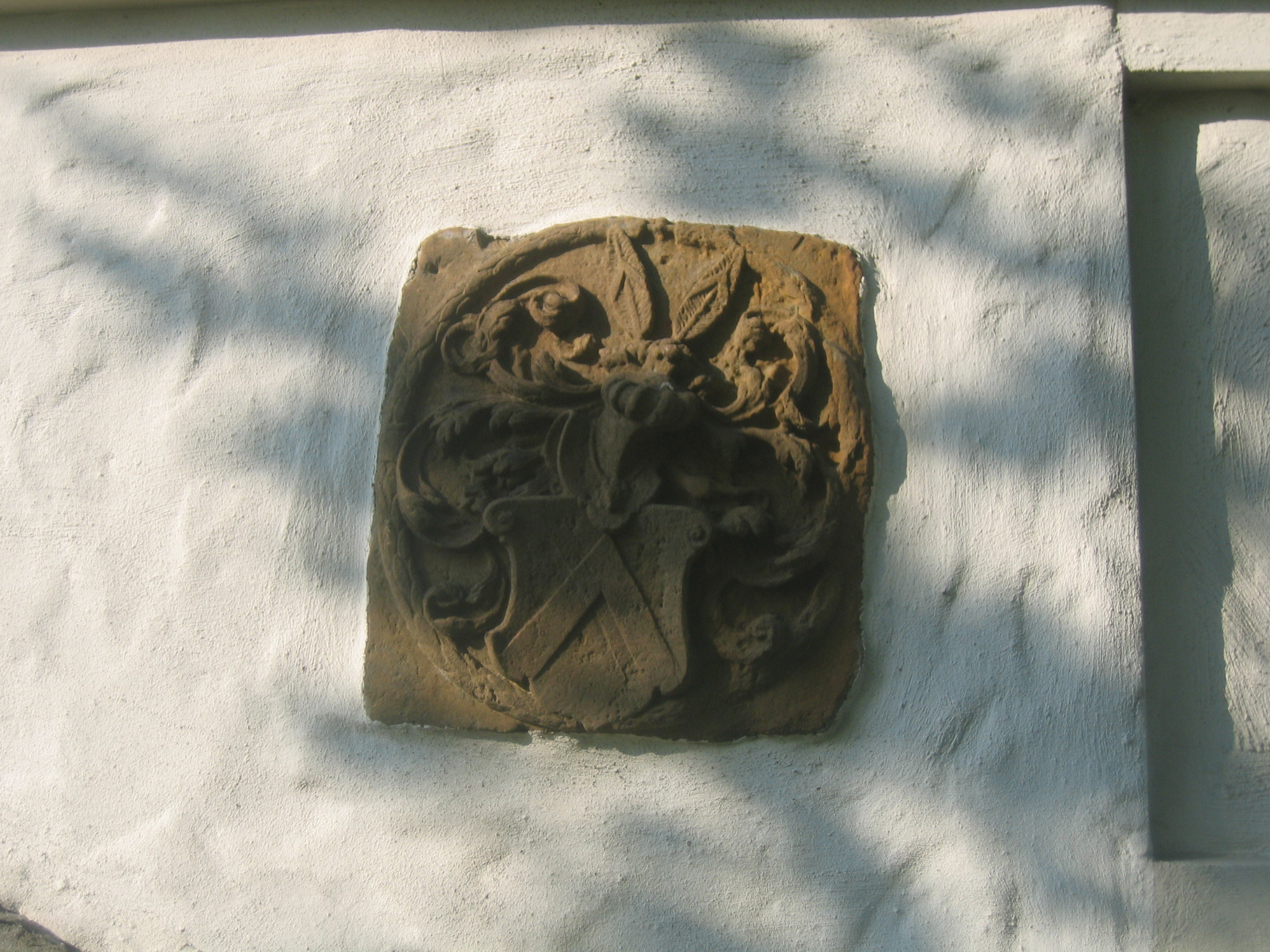
Wappen am Gut Bruchmühlen
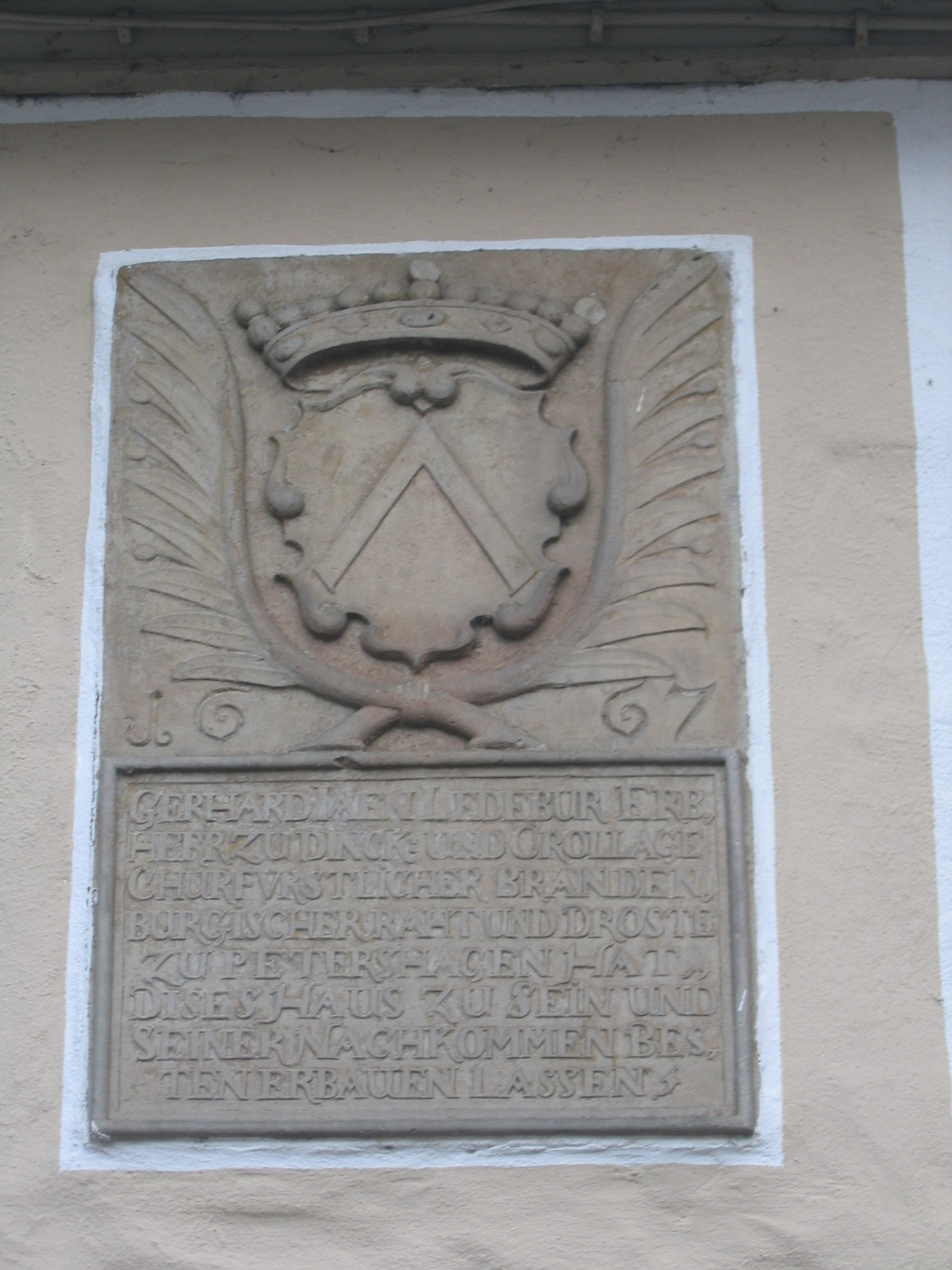
Wappen am Schloss Crollage

## Briefadelige Ledebur 1831
Für Ludwig Wilhelm Julius (1813–1895), den legitimierten Sohn des Ludwig August Johann Philipp Freiherrn von Ledebur (1776–1852) und der Juliane Preußling, geborene Sprengel, wurde zu Berlin am 15. Februar 1831 die preußische Adelslegitimation als von Ledebur ausgesprochen. Die Genehmigung zur Führung des Freiherrentitels erfolgte am 11. März 1846. Ludwig Freiherr von Ledebur gründete dann 1846 mit Laura Michalowitz (1822–1911) eine Familie, das Ehepaar hatte die drei Söhne Hugo, Ludwig und Max (1854–1929), von den letzterer sich nicht verehelichte. Die älteren beiden Brüder heirateten, es gibt aber keine lebenden Nachkommen mehr. 

## Bekannte Familienmitglieder

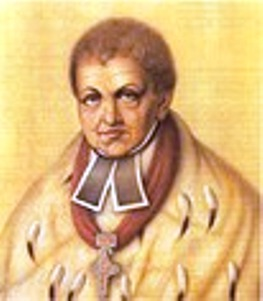
Friedrich Clemens Freiherr von Ledebur-Wicheln (1770–1841), Bischof von Paderborn

- Adolf Ledebur (1837–1906), Metallurge, Entdecker des Ledeburit (Enkel von Karl Ernst Ledebur, natürlicher Sohn von Ernst Karl von Ledebur)
- Albrecht von Ledebur (1827–1899), Mitglied im Preußischen Abgeordnetenhaus
- Alexander von Ledebur (1774–1850), preußischer Generalleutnant
- Arthur von Ledebur (1866–1945), preußischer Generalmajor
- August Ludwig von Ledebur (1776–1852), preußischer General der Kavallerie
- Benedikt Ledebur-Wicheln (* 1964), Lyriker und Essayist
- Carl von Ledebur (Schriftsteller) (Karl von Ledebur; 1806–1872), deutscher Offizier und Autor
- Carl von Ledebur (Theaterintendant) (Karl von Ledebur; 1840–1913), deutscher Theaterintendant
- Carl von Ledebur (Maler) (1864–1922), deutscher Maler
- Carl Friedrich von Ledebur (1785–1851), deutscher Botaniker, siehe Carl Friedrich von Ledebour
- Christoph Balduin von Ledebur zu Wichel und Perutz (um 1710–1788), römisch-katholischer Geistlicher und Domherr in Münster
- Dorothea von Boxberg geb. von Ledebur (* 1974), Vorstandsvorsitzende von Lufthansa Cargo und (April 2023) CEO Brüssels Airlines
- Ernst von Ledebur (1763–1833), preußischer Landrat
- Ernst Freiherr von Ledebur (1739–1794), preußischer Kammerpräsident, Domherr zu Minden[2]
- Eugen Ledebur-Wicheln (1873–1945), Großgrundbesitzer und Senator in der Tschechoslowakei
- Eugen von Ledebur (1909–1973), österreichischer Zeichner und Illustrator
- Ferdinand von Ledebur (1848–1916), preußischer Generalleutnant
- Friedrich Clemens von Ledebur-Wicheln (1770–1841), Bischof von Paderborn
- Friedrich von Ledebur (1900–1986), österreichischer Schauspieler
- Heinrich Ledebur († 1629), Domherr in Münster und Assessor der Landpfennigkammer
- Heinrich von Ledebur (1691-zwischen 1751 und 1762), Drost zu Ravensberg, Domherr zu Minden[3]
- Heinrich von Ledebur (1832–1912), preußischer Generalleutnant und autodidaktischer Bildhauer
- Johann von Ledebur-Wicheln (1842–1903), österreichischer Politiker, Mitglied des böhmischen Landtags und des Herrenhauses, von 1895 bis 1897 Ackerbauminister im Kabinett Badeni
- Julia von Bodelschwingh geb. von Ledebur (1874–1954), Malerin verheiratet mit Friedrich von Bodelschwingh
- Karl von Ledebur (1795–1860), preußischer Generalleutnant und Erbmarschall von Herford
- Leopold von Ledebur (Historiker) (1799–1877), deutscher Historiker und Genealoge
- Leopold von Ledebur (General) (1868–1951), deutscher General
- Leopold von Ledebur (Schauspieler) (1876–1955), deutscher Schauspieler
- Luise von Bodelschwingh geb. von Ledebur (1868–1956), Malerin verheiratet mit Wilhelm von Bodelschwingh
- Ludwig Kurt von Ledebur (1852–1914), preußischer Generalmajor (Preußische Adelslegitimation von 1831 für seinen Vater Ludwig)
- Otto von Ledebur (1869–1943), preußischer Generalmajor
- Rembert Ledebur, Domherr zu Münster
- Wilhelm von Ledebur (1859–1930), preußischer Landrat